# 湯晏
汤晏，早年從中國大陸移居台灣，畢業於台灣大學歷史系，後獲美國紐約大學歷史係博士學位。著有《民國第一才子錢鍾書》一書。该书的简体字版本于2005年5月1日由上海人民出版社以《一代才子钱锺书》为书名出版。目前居紐約，時常為全球各中文媒體撰稿。
1. ↑  ,   [2024-09-16], （原始内容存档于2024-09-16） （中文（中国大陆））
2. ↑  ,   [2024-09-16], （原始内容存档于2024-09-16） （中文（中国大陆））
3. ↑  ,   [2024-09-16], （原始内容存档于2024-09-16） （中文（中国大陆））